# Szeged–Hódmezővásárhely tram-train

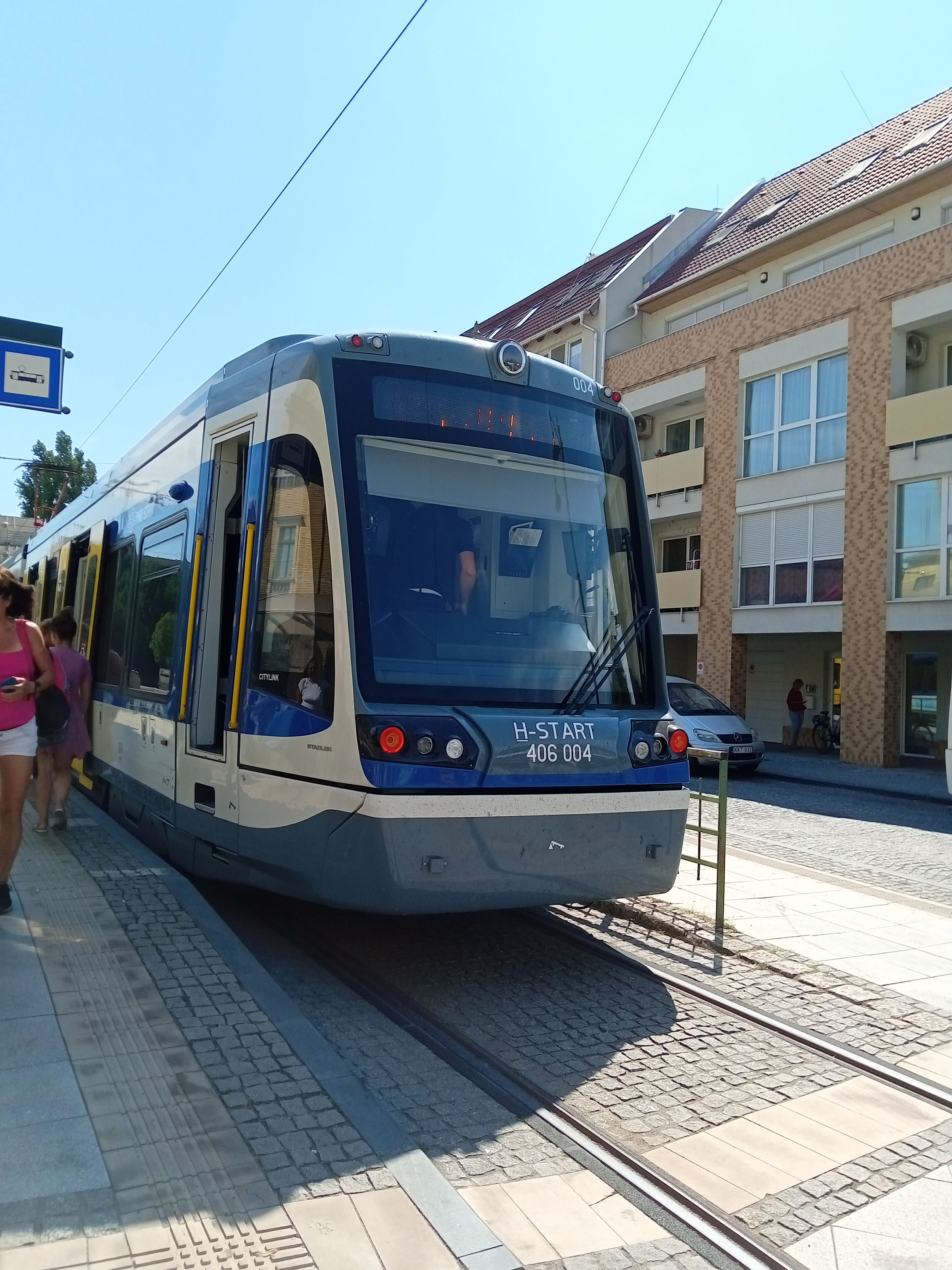
Tram Train Szeged vasútállomáson

A Szeged–Hódmezővásárhely tram-train vasútvillamos- (tram-train-) rendszer Szeged és Hódmezővásárhely között. A vasútvillamos lényege, hogy a járművek mind a nagyvasúti, mind a villamospályán az ottani közlekedési szabályoknak megfelelően közlekedni tudnak, és közvetlen kapcsolatot kínálnak város és előváros között.
A járatok 31,6 km hosszan közlekednek, Szeged és Hódmezővásárhely lakott területén villamosként, azok között pedig a már meglévő és más vonatok által is használt Szeged–Kötegyán-vasútvonalon. A járatokat az Építési és Közlekedési Minisztérium (ÉKM) megrendelésére közlekedteti a MÁV Személyszállítási Zrt., a pálya fenntartásáért Szegeden az SZKT, Hódmezővásárhelyen és a két város közötti vasúti pályán pedig a MÁV Pályaműködtetési Zrt. felelős.
A tram-train-rendszer utasforgalmi próbaüzeme 2021. november 29-én indult, majd 2022. május végéig lehetett volna ingyenesen használni, de ezt július 31-ig meghosszabbították.

## Története

### Előzmények
Szeged és Hódmezővásárhely között iskolanapokon több mint 80 pár menetrend szerinti regionális és távolsági autóbuszjárat közeledik, naponta 4500 utast szállítva. A két várost a 2×2 sávos 47-es főút köti össze, melynek legnagyobb terhelésű – az M43-as autópálya szeged-felsővárosi csomópontjától északra található – szakaszán a Magyar Közút 2017-es forgalomszámlálása alapján a napi forgalom meghaladja a 21 000 egységjárművet, amelyből majdnem 15 000 személygépkocsi. (Lakott területen kívül az egységjárművekbe a személygépkocsik 1-es, az autóbuszok és nehéz tehergépkocsik 2,5-ös szorzóval számítanak bele.) A főút legszűkebb keresztmetszeteit a csak 2×1 sávos algyői Tisza-híd és a szintén 2×1 sávos szegedi bevezetőszakasz jelentik. Utóbbin, főként a reggeli csúcsidőszakban, a Diadal utcai és a Budapesti körúti lámpás csomópontok környékén akár jelentősen is lassulhat a forgalom. Emellett az algyői Tisza-híd utóbbi években gyakori – dilatációs szerkezet javítása, cseréje miatti – félpályás útlezárásai is jelentős torlódásokat okoztak. Az autóbuszjáratok a két város autóbusz-állomásai között a 26,2 km-es távot menetrend szerint 30–37 perc alatt teszik meg (megállási rendtől függően), de a jelentős jármű- és utasforgalom miatt 5–10 perces késések gyakran előfordulhatnak.
A problémák ellenére kedvező a közösségi közlekedés részaránya, az ún. modal split. A projekt megvalósulása előtt forgalomszámlálási adatok alapján a két város közötti utazások 60%-át közösségi közlekedéssel tette meg (azon belül az autóbusz-közlekedés részaránya 90%), miközben egyéni közlekedéssel csak a helyváltoztatások 40%-a történt. Eközben az egyvágányú, dízelüzemű Szeged–Kötegyán-vasútvonal csak minimális szereppel bír, utasforgalmában inkább a regionális jellegű, nagyobb távolságú utazások dominálnak. A vonalon kétóránként, csúcsidőszakokban óránként közlekedtek a vonatok, naponta összesen 15 pár. Az 1970-es években 100 km/h-s sebességűre átépített vasúti pályán csak 80 km/h sebességgel haladhattak a vonatok. A vasúti közlekedés számára jelentős hátrányt okozott az autóbuszokhoz képest jóval alacsonyabb járatsűrűség, továbbá az, hogy Hódmezővásárhely és Szeged között a 135-ös számú vasútvonalon lévő valamennyi állomás periférikus elhelyezkedésű a településekhez képest, az utasoknak minden esetben csak további átszállással vagy hosszas gyaloglással érhetőek el a településközpontok és lakónegyedek, ami a kényszerszerű átszállás miatt megnöveli az utazási időket.

### A projekt célja
A kialakítandó villamos- és vasúti közlekedés kombinációjából létrejövő infrastruktúra célja olyan közlekedési rendszer létrehozása, mely hozzájárul a közösségi közlekedés versenyképességének megtartásához, javításához, valamint lehetővé teszi a közúti gépjárműforgalom és az általa okozott környezeti terhelés csökkentését is. Ez a kedvezőtlen vonalvezetésű nagyvasúttal csak oly módon valósítható meg, ha azt összekötik a villamosközlekedéssel, így biztosítva a városok központjai között gyors és főként átszállásmentes kapcsolatot. Mindehhez Szeged-Rókus állomásnál a 135-ös vasútvonal és az 1-es villamosvonal közötti kapcsolat kialakítása, Hódmezővásárhelyen belül pedig teljesen új, a városközpontot feltáró villamosvonal kiépítése szükséges. Mivel a szegedi villamoshálózat már ki van építve, és a vasúti közlekedés is megoldott Hódmezővásárhelyig, így új pálya építése csak Hódmezővásárhely belvárosában vált szükségessé, ami egy ilyen közvetlen vasúti kapcsolat kiépítésénél komoly költségeket takarít meg, hiszen az új vonal legnagyobb részt már meglévő infrastruktúrát tud használni.

### Megvalósulás
Az első tanulmányok a megvalósíthatóságról 2007-ben készültek a Szegedi Közlekedési Társaság megrendelésére. További, már részletesebb tanulmányok 2012-ben készültek Hódmezővásárhely önkormányzata megrendelésére, majd 2015-ben engedélyezési tervek is készültek, és egy évvel később megkezdődött az építkezés. Ugyanebben az évben kiírták a járműbeszerzést is. A vasútvonal Szeged és Hódmezővásárhely között szükséges felújítása 2018-ban megindult.
A Hódmezővásárhely belterületén lévő villamosvonal 2020-ban elkészült, rajta december elsején próbautat tartottak. Ezzel Budapest, Debrecen, Miskolc és Szeged után ebben a városban nyílik meg az ötödik villamosüzem Magyarországon.
2021 februárjában befejeződtek a felújítási és átépítési munkálatok a vasútvonalon, valamint januártól kezdve megérkeztek a villamosként és vasútként is közlekedni képes Stadler CityLink járművek. A próbautak és engedélyezések után óránkénti egy járattal az utasforgalmi próbaüzem 2021. november 29-én megindult.
A szegedi 1-es villamos kezdetben a vasútvillamossal összehangolva, változatlan menetrenddel közlekedett munkanapokon, majd miután a forgalmát a vasútvillamos teljesen átvette, a villamosvonal 2022. július 11-én megszűnt. Ezután már csak a tram-train szerelvényeivel lehet Rókus vasútállomásról eljutni Szeged vasútállomásig (illetve visszafelé), amelyek szintén 1-es jelzéssel közlekednek.
A vasútvillamos-járatok üzemeltetését a MÁV Személyszállítási Zrt.-re bízták. Eredeti tervek szerint a szerelvények munkanap napközben 30, csúcsidőben 20 perces követési idővel, a legforgalmasabb reggeli csúcsórában, 6:30 és 7:10 között pedig Hódmezővásárhely felől 10 percenként fognak indulni. A vasútvillamos-járatokon felül továbbra is óránkénti ütemben közlekednek a Szeged–Békéscsaba-vonatok, algyői és kopáncsi megállás nélkül (Kopáncson már amúgy sincs személyforgalom). A tram-train beindulását követően az autóbusz-közlekedés fokozatos visszaszorulása tervezett: a 2021/22-es Volánbusz menetrendjében a Szeged és Hódmezővásárhely közötti járatok is közlekedni fognak, de a jövőben a gyorsjáratok teljesen megszűnnek, az Orosháza, Szentes és Békéssámson felől érkező autóbuszjáratok pedig csak Hódmezővásárhelyig közlekednek, ráhordást biztosítva a vasútvillamosra.

### Költségek
A 2015 táján mintegy 20 milliárdos összköltséggel számoltak. Két évvel később, az 1585/2017. (VIII.28.) sz. Kormányhatározat alapján a beruházást már több mint 71 milliárd forintra becsülték, melyből a járművek beszerzése 17,62 milliárd Ft, az új járműtelep építése 5,08 milliárd Ft, a különböző nagyvasúti és vasútvillamosi pályaépítési munkák pedig 48,64 milliárd Ft-ot tesznek ki. A járműbeszerzés és a járműtelep építése európai uniós források bevonásával az Integrált Közlekedésfejlesztési Operatív Program részeként, a pályaépítések pedig tisztán hazai források bevonásával valósultak meg. Erre a központi költségvetésből 2017-ben 7,137 milliárd forint, 2018-ban 24,291 milliárd, 2019-ben 15,969 milliárd, 2020-ban pedig 3,454 milliárd Ft-os keret lett előirányozva.

### Beindul a rendes üzem
A kezdeti órás követésű, majd később azon felül néhány járattal sűrített menetrend 2022 augusztus 1-én megváltozott. Ekkortól egy egységesen 30 perces követési idejű menetrend lépett életbe, és az ingyenesség is megszűnt. A járaton normál vasúti tarifák érvényesek, a szegedi szakaszon a városi díjtermékeket is elfogadják, ezen felül zónabérleteket és napi jegyeket vezetnek be, melyek érvényesek a változatlanul közlekedő vonatokon is, valamint a párhuzamos és csatlakozó buszjáratok kijelölt szakaszain. 2023. február 4-től munkanapokon a reggeli csúcsidőszakban és a délutáni csúcsidőszakban 20 percenként közlekedik. Ugyanettől a naptól a Volánbusz is módosította a menetrendet, hogy a tram-train-járatokra kedvezőbbek lehessenek a csatlakozások. 2023. április 2-tól a Szeged Vasútállomás és Rókus vasútállomás (illetve a Rókus vasútállomás Szeged vasútállomás) között közlekedő betétjáratok 1A jelzéssel közlekednek.
2023. április 2-ától kezdve a vasútvillamos-járat bővül egy "1A" jelzésűvel is, amely a Szeged-Rókus vasútállomás és a Szeged vasútállomás irányában közlekedik.

## Nyomvonala

### Szegedi villamos szakasz
A vonal szegedi szakasza teljes mértékben megegyezik az 1-es villamossal. A szegedi villamoshálózat és a MÁV hálózata Szeged-Rókus vasútállomásnál lett összekötve. A járatok itt váltanak üzemmódot és jelentkeznek be a nagyvasúti központi forgalomirányításba. A rövid bekötésen kívül további hálózatbővítés Szegeden nem történt. A pálya fenntartója a Szegedi Közlekedési Társaság.

### Vasúti szakasz

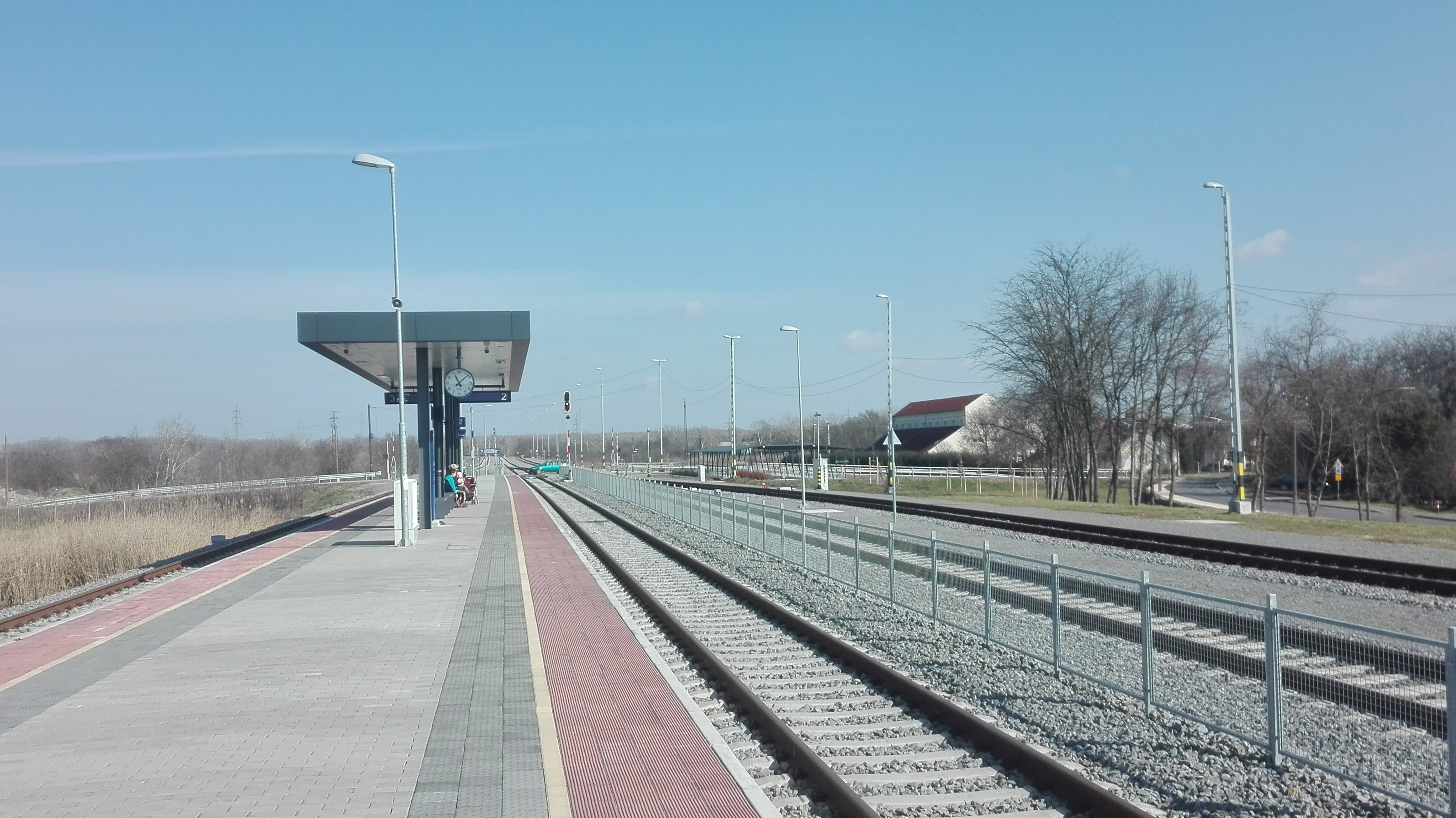
Algyő vasútállomás

Szeged felől a tram-train-vonal becsatlakozásától hozzávetőlegesen az M43-as autópálya felüljárójáig (Baktó elágazás) kétvágányúvá épül át a vasútvonal kb. 3 kilométer hosszan, de a második vágányt csak a tram-train-szerelvények használhatják, ugyanis a vonatok számára továbbra is csak 1 vágány marad bekötve Rókus állomásra. (A második vágány nagyvasúti bekötése szükségessé tenné Szeged-Rókus vasútállomás biztosítóberendezésének módosítását, így költségcsökkentés miatt elmaradt.)
Baktó elágazástól Algyőig továbbra is egyvágányú maradt a pálya. A tram-train-szerelvények Algyő vasútállomáson megállnak, ez az egyetlen megálló a nagyvasúti pályán. A gyorsabb vonatkeresztezések érdekében az állomás 80 km/h-val járható kitérőket kapott, a vonatkeresztezésekre használt kitérővágány meg lett hosszabbítva a Tisza-híd irányába, így mintegy 2 km hosszú lett. Az állomási peron 250 méterrel közelebb kerül a településhez. Az algyői híd után újabb kétvágányú szakasz épült Sártó elágazástól Kopáncsig kb. 4 kilométer hosszban. Kopáncs vasúti forgalmi szempontból továbbra is megmaradt kétvágányos állomásnak, azonban sem a tram-train-szerelvények, sem a személyszállító vonatok nem állnak meg itt. A korábban csak elágazásnak számító Hódmezővásárhelyi Népkert megállóhely forgalmi szempontból állomássá épült át, mivel vágánykapcsolat épül ki a szentesi és a szegedi vonalak között. A vágánykép azonban csak a 135. vasútvonal vonatainak tesz lehetővé vonatkeresztezést, a 130. sz. vasútvonal vonatai számára nem, azok továbbra is csak az 1. vágányt használhatják.
Ugyan készültek tervek a vasútvonal villamosítására, ez azonban nem valósult meg, így a vasúti szakaszon a járművek dízel üzemmódban közlekednek.
A vonalszakaszon Szeged-Rókus tram-train-elágazástól Hódmezővásárhelyi Népkertig központi forgalomirányítás épült ki.

### Hódmezővásárhelyi villamos szakasz

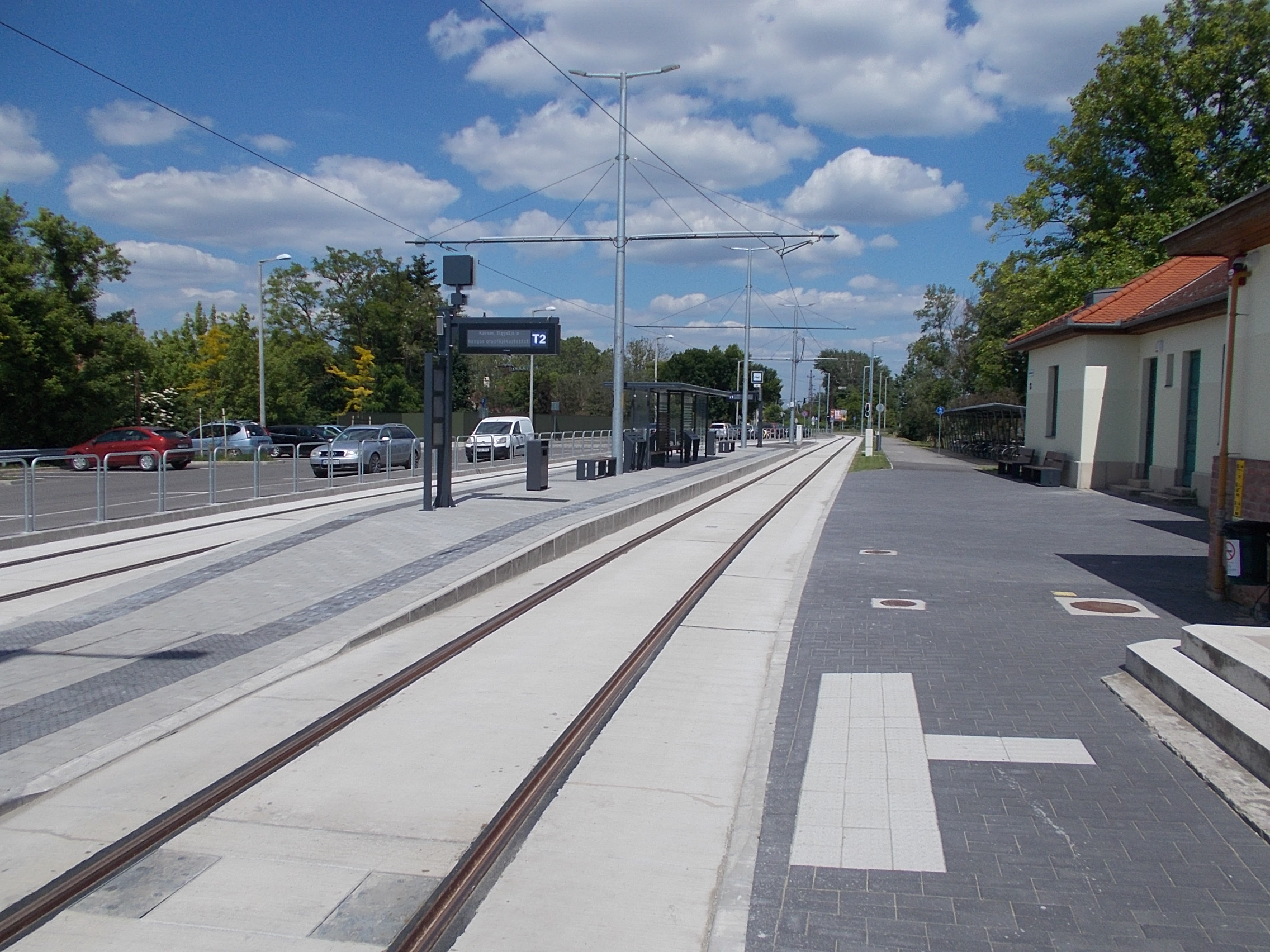
Hódmezővásárhely Népkert megálló. Röviddel ez után tér fel a vonal a vasúti pályára, valamint idáig van villamosítás is kiépítve

A tram-train Hódmezővásárhelyi Népkert megállóhelynél letér a nagyvasúti vonalról, és villamosüzemre vált. Az itteni villamospálya fenntartója szintén a MÁV Pályaműködtetési Zrt. Hódmezővásárhelyen a villamosok Hódmezővásárhelyi Népkert vasútállomás – Ady Endre út – Tóalj utca – Szőnyi utca – Kossuth tér – Andrássy út – Kálvin tér – Bajcsy-Zsilinszky út – Mérleg utca (Nagyállomás) vonalon közlekednek. A 3200 méter hosszú városi villamosvonalon hat megálló épült. A pálya egyvágányú, Hódmezővásárhelyi Népkert megállóhelynél és a Kossuth térnél épült kitérővágány, valamint a Hódmezővásárhely, nagyállomásnál található végállomás is kétvágányos fejvégállomás. Itt egyelőre nem épült nagyvasúti kapcsolat, de a tervek számolnak azzal, hogy a tram-train később meghosszabbítható legyen Orosháza irányába.

## Forgalom

### Utasforgalom
| Év   | Utasszám   | Változás |
| ---- | ---------- | -------- |
| 2023 | 2,3 millió |          |

## Járművek

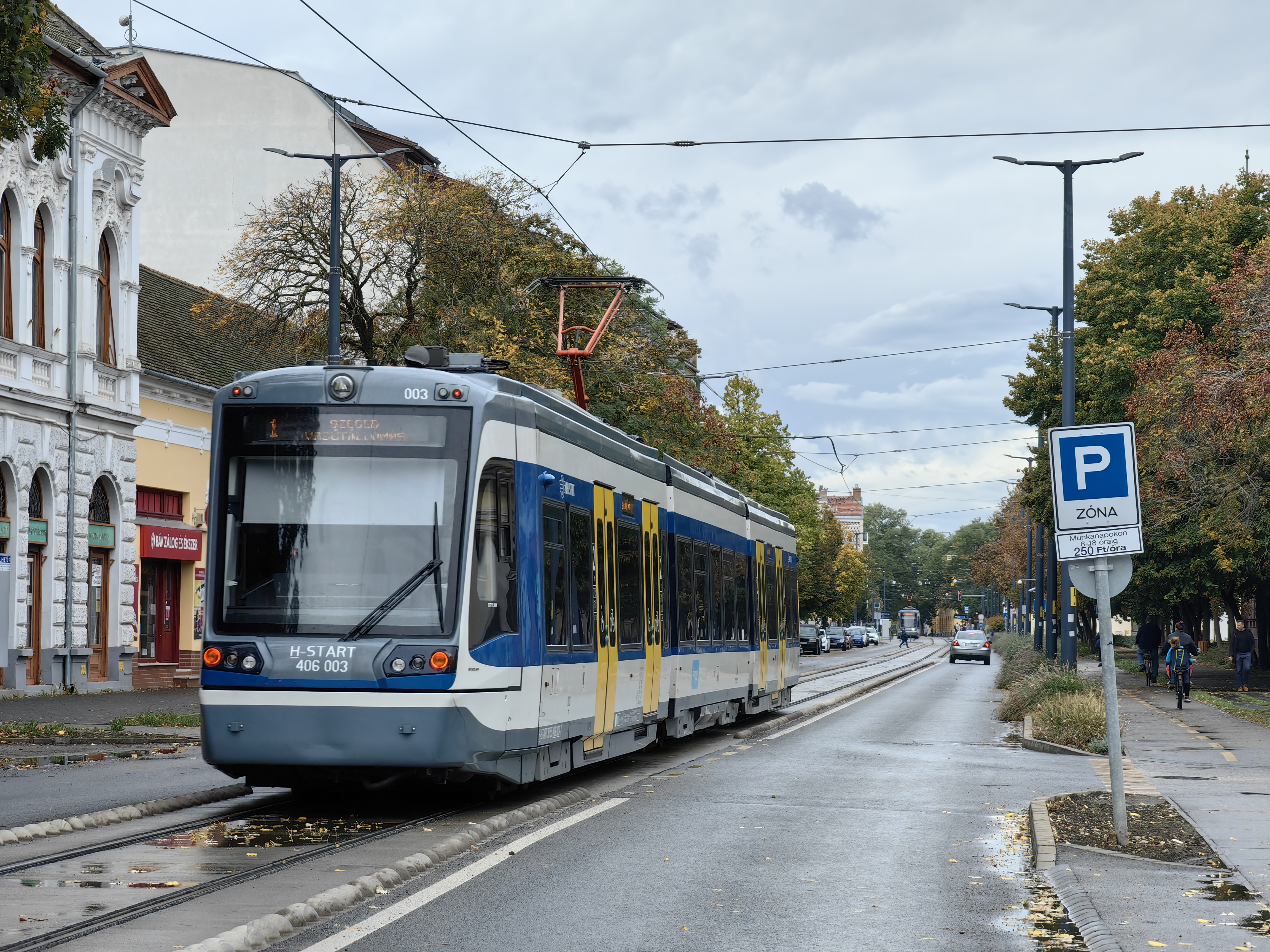
A MÁV Személyszállítási Zrt. 406 003 pályaszámú Stadler CityLink vasútvillamosa Hódmezővásárhelyen

A vasútvillamos járműbeszerzését és üzemeltetést a MÁV Személyszállítási Zrt. végzi. A MÁV Személyszállítási Zrt. (akkor még MÁV-START) 8 (+4 opciós) hibrid dízel–villamos meghajtású jármű beszerzésére írt ki tendert 2017 januárjában. A tendert a Stadler Rail Valencia nyerte Stadler CityLink villamosokkal, azonban a 8 villamos 16 milliárdos ára a tervezett 10 milliárdos költségnél jóval magasabb lett. A villamosok 37 méter hosszúak és 70 tonnásak. Az első járművet 2021. január 9-én szállította a Stadler Szentesre.
Az első három járművel 2021. november 29-én kezdődött az utasforgalmi próbaüzem. A járművek számára Szeged-Rendező pályaudvar területén épül új járműtelep. 2020 júliusában kormánydöntés született az opciós mennyiségként megrendelhető további négy jármű beszerzéséről.
A járművek meghajtása tekintetében többször változtak az elképzelések a tervezés során. Az első tanulmányok hibrid dízel-elektromos meghajtású szerelvényekkel számoltak, mivel a két várost egyvágányú, nem villamosított vasútvonal köti össze, a felsővezeték kiépítése pedig meghaladta volna a projekt kereteit. Időközben a MÁV részéről is napirendre került a Szeged–Békéscsaba–Gyula-vasútvonal villamosítási terve, amelynek a tervezése jelentős átfedést mutatott a tram-train tervezési folyamatával. 2015 decemberétől a villamosítás és a vasútvillamos közös tervezésének feladata Nemzeti Infrastruktúra Fejlesztőhöz (NIF Zrt.) került. A villamos felsővezeték kiépítésével lehetővé vált volna a járművek tisztán villamos üzeme a két város közötti forgalomban. Azonban a többlet költségek és a várható szűk határidő miatt a villamosítási projektet 2016-ban elvetették, a tram-train az eredeti elképzeléseknek megfelelően dízelüzemben közlekedik majd a két város közötti szakaszon.

## Megállóhelyei
Zónahatárok a vonalon:
- A zóna: Szeged vasútállomás – Rókus vasútállomás
- B zóna: Rókus vasútállomás – Hódmezővásárhelyi Népkert vasútállomás
- C zóna: Hódmezővásárhelyi Népkert vasútállomás – Hódmezővásárhely vasútállomás

| 0                                           | Szeged vasútállomás végállomás (1, 1A)       | 51 | 2 20, 21, 77, 90 személyvonat, IC                                                                  |
| 1                                           | Galamb utca                                  | ∫  | 2 Helyközi buszok                                                                                  |
| ∫                                           | Bem utca                                     | 50 | 2                                                                                                  |
| 2                                           | Bécsi körút                                  | 49 | 2                                                                                                  |
| 4                                           | Aradi vértanúk tere                          | 47 | 2 8, 10 20, 24, 74, 74A, 74Y Helyközi buszok                                                       |
| 5                                           | Somogyi utca                                 | 46 | 2                                                                                                  |
| 7                                           | Széchenyi tér                                | 44 | 2 5, 6, 9, 19 32, 60, 60Y, 67, 67Y, 70, 71, 71A, 72, 72A                                           |
| 9                                           | Anna-kút                                     | 42 | 2, 3, 3F, 4 8, 10 20, 24                                                                           |
| 11                                          | Rókusi templom                               | 40 | 2 70, 71, 72, 72A, 79H                                                                             |
| 12                                          | Tavasz utca                                  | 39 | 2 7F, 64, 67, 67Y, 71, 72, 72A, 75, 78, 78A, 79H                                                   |
| 13                                          | Damjanich utca                               | 37 | 2 7F, 64, 67, 67Y, 71, 72, 72A, 75, 78, 78A, 79H                                                   |
| 15                                          | Vásárhelyi Pál utca                          | 36 | 2 7F, 64, 67, 67Y, 71, 72, 72A, 75, 78, 78A, 79H, 90, 90F                                          |
| 16                                          | Pulz utca                                    | 35 | |
| 17                                          | Rókus vasútállomás végállomás (1A)           | 32 | 7F, 64, 67, 67Y, 71, 72, 72A, 75, 78, 78A, 79H, 90H Helyközi buszok Távolsági járatok személyvonat |
| Szeged–Algyő közigazgatási határa           |                                              |    | |
| 31                                          | Algyő                                        | 23 | |
| Algyő–Hódmezővásárhely közigazgatási határa |                                              |    | |
| 41                                          | Hódmezővásárhelyi Népkert vasútállomás       | 10 | Helyközi buszok Távolsági járatok személyvonat                                                     |
| 43                                          | Strandfürdő                                  | 8  | Helyközi buszok                                                                                    |
| 45                                          | Hősök tere                                   | 6  | Helyközi buszok Távolsági járatok                                                                  |
| 47                                          | Kossuth tér                                  | 4  | |
| 49                                          | Kálvin János tér                             | 2  | Helyközi buszok                                                                                    |
| 52                                          | Hódmezővásárhely vasútállomás végállomás (1) | 0  | Helyközi buszok személyvonat                                                                       |